# Elisabeth Åsbrink
Elisabeth Katherine Åsbrink, född 29 april 1965 i Göteborg, är en svensk författare och journalist.  

## Biografi
Åsbrink debuterade 2009 som författare med boken Smärtpunkten: Lars Norén, pjäsen Sju tre och morden i Malexander, som nominerades till Augustpriset i fackboksklassen. Där skildras samarbetet mellan Lars Norén och tre långtidsdömda män, varav två var nazister, i pjäsen 7:3. Dagen efter den sista föreställningen deltog en av nazisterna, Tony Olsson, i morden på polismännen Olof Borén och Robert Karlström i Malexander. Smärtpunkten blev streaming-serie i tre delar 2024 i regi av Sanna Lenken. I rollen som Norén ses David Dencik och i rollen som producenten Isa Stenberg ses Maria Sid. Serien vann Kristallen för bästa drama och Sid fick Kristallen för bästa kvinnliga huvudroll.   
2010 var Åsbrink värd för programmet Sommar i P1, där hon bland annat talar om arbetet med Smärtpunkten. Hon arbetade på Sveriges Television som reporter och redaktör på Rapport, Aktuellt, Kulturnyheterna och Uppdrag granskning innan hon blev författare på heltid 2015.  
Boken Och i Wienerwald står träden kvar vann Augustpriset för bästa fackbok 2012, Ryszard Kapuściński-priset i Polen samt Svensk-danska kulturfondens pris.  
2012 debuterade Åsbrink som dramatiker med pjäsen RÄLS, baserad på autentiska protokoll från ett möte sammankallat av Hermann Göring 1938 samt intervjuer med barnflyktingar från Nazityskland.  
I boken 1947  skildras ett år då efterkrigstidens nya värld skapades och där också hennes familjehistoria vävs in. I USA har boken hyllats i The New York Times, tidskriften The New Yorker  och NPR, och den har fått lysande recensioner i England, Australien, Frankrike, Italien, Tyskland, Spanien, Polen samt i de nordiska länderna. 1947 har översatts till ett tjugotal språk. Boken nominerades till Augustpriset i fackboksklassen, och tilldelades det Letterstedska Författarpriset 2017 av Kungliga Vetenskapsakademien. 
Åren 2017–2018 var Åsbrink ordförande i svenska PEN.
Orden som formade Sverige är Åsbrinks svar på debatten i Almedalen 2016 om "svenska värderingar" – en lysande upptäcktsfärd genom svensk idéhistoria, enligt Anders Rydell i Dagens Nyheter. Den har även översatts till bland annat engelska, italienska och polska.
Hösten 2020 gav Åsbrink en självbiografisk roman, Övergivenheten, där hon spårar hur familjehemligheter länkar samman med sefardernas (de spanska judarnas) öde. Boken beskrevs i DN som "en rik, lärd och gripande roman med självbiografisk laddning" och i SvD som "när Åsbrink slår an rätt ton närmast virtuost, och att det finns en kraft i boken som tycks ohejdbar".  
I september 2022 gav Åsbrink ut en biografi över Victoria Benedictsson, Mitt stora vackra hat, som hyllades i DN, SvD, Expressen, Sydsvenska Dagbladet, Alba, Borås Tidning med flera.  
2024 skrev Åsbrink boken Gloria. I rasimens skugga, tillsammans med medborgarrättskämpen Gloria Ray Karlmark, som var en av de nio svarta ungdomarna i Little Rock Nine. Boken fick strålande recensioner och utkommer i USA 2026, bland annat.  
I New York Times 20 september 2022 kommenterade Åsbrink den svenska valresultatet i essän "Sweden is becoming unbearable".
Svenska Akademien tilldelar Åsbrink Karin Gierows pris 2023 för hängiven bildningsverksamhet eller kunskapsförmedlande framställningskonst.

## Utmärkelser
- Jarl Alfredius Stipendium 2010
- Augustpriset för bästa fackbok 2011 för Och i Wienerwald står träden kvar
- Sigtunastiftelsens författarstipendium 2011
- Dansk-Svensk kulturpris 2013 för Och i Wienerwald står träden kvar
- Ryszard Kapuscinski-priset 2014 för Och i Wienerwald står träden kvar
- Letterstedska författarpriset 2017 för boken 1947
- Torgny Segerstedts Frihetspenna 2017
- Årets Livräddare 2017
- Lotten von Kræmers pris från Samfundet De Nio 2022[15]
- Karin Gierows pris från Svenska Akademien 2023
- Expressens Björn Nilsson-pris för god kulturjournalistik 2024[16]